# Episodi di Squidbillies (terza stagione)
La terza stagione della serie animata Squidbillies, composta da 20 episodi, è stata trasmessa negli Stati Uniti, da Adult Swim, dal 20 gennaio all'8 giugno 2008.
La stagione è contraddistinta dal passaggio al formato widescreen in alta definizione, oltre a un miglioramento della qualità dell'animazione che insieme alle successive stagioni viene realizzata esclusivamente al computer.
In Italia la stagione è inedita.
| nº | Titolo originale                                                                                  | Prima TV USA     |
| -- | ------------------------------------------------------------------------------------------------- | ---------------- |
| 1  | Webnecks                                                                                          | 20 gennaio 2008  |
| 2  | Beast Implants                                                                                    | 27 gennaio 2008  |
| 3  | Tween Steam                                                                                       | 3 febbraio 2008  |
| 4  | Wing Nut                                                                                          | 10 febbraio 2008 |
| 5  | Mephistopheles Traveled Below to a Southern State Whose Motto Is 'Wisdom, Justice and Moderation' | 17 febbraio 2008 |
| 6  | Earth Worst                                                                                       | 24 febbraio 2008 |
| 7  | The Good One                                                                                      | 2 marzo 2008     |
| 8  | Sharif                                                                                            | 9 marzo 2008     |
| 9  | Condition: Demolition!                                                                            | 16 marzo 2008    |
| 10 | The Appalachian Mud Squid: Darwin's Dilemma                                                       | 23 marzo 2008    |
| 11 | The Unbearable Heatness of Fire                                                                   | 6 aprile 2008    |
| 12 | Tuscaloosa Dumpling                                                                               | 13 aprile 2008   |
| 13 | Armageddon It On!                                                                                 | 20 aprile 2008   |
| 14 | Gimmicky Magazine Show Spoof Parody About Dan Halen                                               | 27 aprile 2008   |
| 15 | Flight of the Deep Fried Pine Booby                                                               | 4 maggio 2008    |
| 16 | An Officer and a Dental Dam                                                                       | 11 maggio 2008   |
| 17 | The Okaleechee Dam Jam                                                                            | 18 maggio 2008   |
| 18 | Pile M for Murder                                                                                 | 25 maggio 2008   |
| 19 | Mud Days and Cornfused                                                                            | 1º giugno 2008   |
| 20 | Krystal, Light                                                                                    | 8 giugno 2008    |

## Webnecks

Rusty mentre dimostra le sue capacità musicali a Early

- Diretto da: Jim Fortier e Dave Willis (non accreditati)
- Scritto da: Jim Fortier e Dave Willis

### Trama
Temendo una rivoluzione robotica con il raggiungimento del nuovo millennio, la famiglia Cuyler si barrica nella loro fossa settica sotto la casa, improvvisata come rifugio antiatomico. Vengono successivamente trovati dallo Sceriffo tuttavia, non riconoscendolo, Early procede a spararlo prontamente. Rivelandosi un robot, lo Sceriffo afferma che sono nell'anno 2003 e quando spiega loro l'utilità dei computer nel mondo odierno, decide di regalare il suo grande computer palmare a Rusty. Deciso di studiare l'informatica, Rusty inizia a sviluppare conoscenze per il settore tuttavia la sua abilità con i computer provoca davvero una rivoluzione robotica a Dougal County. Dopo essersi rinchiusi nuovamente nella fossa settica con lo Sceriffo, scoprono in realtà che nel frattempo i computer hanno migliorato la qualità della vita, trattando i cittadini con uno stile di vita sontuoso dalle macchine, che vogliono solo essere loro schiavi. Tuttavia, quando i computer iniziano a permettere i matrimoni tra macchine omosessuali, vengono rapidamente smaltiti tutti e gli abitanti tornano a condurre una vita normale.

## Beast Implants
- Diretto da: Jim Fortier e Dave Willis (non accreditati)
- Scritto da: Jim Fortier e Dave Willis

### Trama
Granny ha un'ustione di 5º grado su tutto il corpo e decide di sostituire la sua pelle con parti del corpo di diversi animali. Ciò la porta ad assumere l'istinto di ogni singolo animale usato per il suo corpo.
- Altri interpreti: Brendon Small (dottore), Thom Foolery (autostoppista).

## Tween Steam
- Diretto da: Jim Fortier e Dave Willis (non accreditati)
- Scritto da: Jim Fortier e Dave Willis

### Trama
Dan Halen assume Rusty, sotto il nome di SexyBaby13, per attirare dei pedofili nel suo nuovo reality show in stile To Catch a Predator. Per il suo piano, Rusty usa quindi una bambola e successivamente si traveste da prostituta per attirarli. Rusty diventa così un personaggio famoso prima della pubertà.
- Altri interpreti: Shawn Coleman (postino in televisione), Oliver Nichols (pedofilo).

## Wing Nut
- Diretto da: Jim Fortier e Dave Willis (non accreditati)
- Scritto da: Jim Fortier e Dave Willis

### Trama
Early e Rusty decidono di allevare dei polli per farli ingrassare e Dan Halen produce geneticamente un pollo interamente fatto di buffalo wings con Early, nel suo tentativo di preparare un nuovo piatto.
La Dan Halen Industries produce geneticamente un pollo interamente fatto di buffalo wings.
- Altri interpreti: Brendon Small (dottore), Shawn Coleman (albero parlante).

## Mephistopheles Traveled Below to a Southern State Whose Motto Is 'Wisdom, Justice and Moderation'
- Diretto da: Jim Fortier e Dave Willis (non accreditati)
- Scritto da: Jim Fortier e Dave Willis

### Trama
Dopo aver suonato un gospel in chiesa, Rusty si rende conto di non essere bravo con il basso. Cerca quindi di allenarsi durante la notte, quando incontra Squid Satan che decide di aiutarlo a sviluppare le sue abilità chitarristiche. Rusty diventa demoniaco e dopo avergli mostrato le sue capacità, Early cerca di batterlo per preservare il suo ego. Sulle macerie della casa dei Cuyler, Squid Satan dimostra la sua bravura rispetto alle abilità di Rusty, tuttavia Early riesce a batterlo con il suo solo di chitarra. Squid Satan si congratula con lui e finisce per demonizzare il Reverendo nella sua chiesa, trasformando Early e Rusty in due ragni demoniaci con grandi capacità chitarristiche.
- Altri interpreti: Fred Armisen (Squid Jesus), Jim Fortier (Squid Satan).

## Earth Worst
- Diretto da: Jim Fortier e Dave Willis (non accreditati)
- Scritto da: Jim Fortier e Dave Willis

### Trama
Dopo aver venduto parte del suo terreno a Dan Halen per scopi commerciali, Early e la famiglia si ritrovano a confrontarsi con un gruppo di hippy infastiditi
- Guest star: Fred Armisen (hippy ucciso con la motosega), Rachel Dratch (donna hippy), Jon Wurster (Dakota l'hippy).
- Altri interpreti: Shawn Coleman.

## The Good One
- Diretto da: Jim Fortier e Dave Willis (non accreditati)
- Scritto da: Jim Fortier e Dave Willis

### Trama
Lil ha partorito diversi calamari e quando Early tenta di eutanizzarli chiudendoli in un sacco per gettarli nel lago, vengono fermati in tempo dallo Sceriffo. Tornando alla casa dei Cuyler, uno dei calamari di Lil spara prontamente lo Sceriffo in testa e quando imita il comportamento di Early, i due stabiliscono un forte legame portando alla gelosia di Rusty, il quale vorrebbe trascorrere più tempo con suo padre. Dopo avergli insegnato a guidare e derubare il minimarket di Boyd, Early decide di sottoporre il calamaro, chiamato poi Herschel Walker, a un'ultima prova finale. Quando Early finisce per essere investito sui binari di un treno, Herschel lo tradisce lasciandolo sui binari tutta la notte e completa inavvertitamente la prova. Si scopre in seguito che Herschel è stato arrestato mentre nel frattempo Early, invalido e con i tentacoli ricostruiti con dei rami, si mostra triste immaginando come potrà essere il futuro di Herschel.
- Altri interpreti: Shawn Coleman (Herschel Walker Cuyler).
- Note: Il cinema presente nell'episodio mostra un poster del lungometraggio Aqua Teen Hunger Force Colon Movie Film for Theaters.

## Sharif
- Diretto da: Jim Fortier e Dave Willis (non accreditati)
- Scritto da: Jim Fortier e Dave Willis

### Trama
Dan Halen testa un nuovo spray per il corpo. Nel frattempo lo sceriffo cerca di far fronte a una retrocessione.
- Altri interpreti: Nick Ingkatanuwat (Billy Morton).

## Condition: Demolition!
- Diretto da: Jim Fortier e Dave Willis (non accreditati)
- Scritto da: Jim Fortier e Dave Willis

### Trama
Dopo essere stato accompagnato dal padre alla "Giornata del porta tuo figlio al lavoro", Rusty entra in un demolition derby.
- Guest star: Eric Esch (se stesso).
- Altri interpreti: Thom Foolery (giapponesi).

## The Appalachian Mud Squid: Darwin's Dilemma
- Diretto da: Jim Fortier e Dave Willis (non accreditati)
- Scritto da: Casper Kelly, Jim Fortier e Dave Willis

### Trama
A Dougal County viene girato un documentario offensivo sui calamari, con particolare attenzione sulla famiglia Cuyler.
- Altri interpreti: David Jackson (Narratore, veterano di guerra giapponese).

## The Unbearable Heatness of Fire
- Diretto da: Jim Fortier e Dave Willis (non accreditati)
- Scritto da: Jim Fortier e Dave Willis

### Trama
Lo sceriffo indaga sulla causa di un incendio che reclama la casa della famiglia Cuyler.
- Altri interpreti: Shawn Coleman (alieno reptiliano basso), Thom Foolery (alieno reptiliano alto).

## Tuscaloosa Dumpling
- Diretto da: Jim Fortier e Dave Willis (non accreditati)
- Scritto da: Jim Fortier e Dave Willis

### Trama
Rusty viene sottoposto ad una serie di prove per dimostrare la sua maturità.
- Altri interpreti: Dana Swanson (Donna).

## Armageddon It On!
- Diretto da: Jim Fortier e Dave Willis (non accreditati)
- Scritto da: Casper Kelly, Jim Fortier e Dave Willis

### Trama
A Dougal County si verifica il rapimento e vari residenti della contea salgono al cielo, mentre altri no.
- Guest star: Riley Martin (Cavaliere della Pestilenza).
- Altri interpreti: Fred Armisen (Squid Jesus), Larry Munson (Dio), Shawn Coleman (demone blu), Thom Foolery (elfi).

## Gimmicky Magazine Show Spoof Parody About Dan Halen
- Diretto da: Jim Fortier e Dave Willis (non accreditati)
- Scritto da: Jim Fortier e Dave Willis

### Trama
Una rivista magazine sulle news intervista e analizza i risultati e gli scandali provacati da Dan Halen.
- Guest star: Kate Kneeland (intervistatrice).

## Flight of the Deep Fried Pine Booby
- Diretto da: Jim Fortier e Dave Willis (non accreditati)
- Scritto da: Jim Fortier e Dave Willis

### Trama
Early, Rusty e lo sceriffo cacciano l'uccello più raro della Georgia.
- Guest star: Greg Hollimon (capo dei Pine Booby), Jason Mantzoukas (Pine Booby).
- Altri interpreti: Shawn Coleman.
- Ascolti USA: telespettatori 780.000 – rating/share 18-34 anni.[2][3]

## An Officer and a Dental Dam
- Diretto da: Jim Fortier e Dave Willis (non accreditati)
- Scritto da: Jim Fortier e Dave Willis

### Trama
Dopo che Granny si ammala, Early valuta i suoi effetti personali su un programma televisivo pubblico e scopre una relazione a lungo dimenticata con il generale Robert Edward Lee.

## The Okaleechee Dam Jam
- Diretto da: Jim Fortier e Dave Willis (non accreditati)
- Scritto da: Jim Fortier e Dave Willis

### Trama
Quando Dougal County è costretta a conservare l'acqua a causa di una grande siccità, Dan Halen promuove un piano complicato per ottenere tutta l'acqua di cui ha bisogno.
- Guest star: David Allan Coe (se stesso).
- Altri interpreti: Nick Ingkatanuwat (Billy Morton), Shawn Coleman (accompagnatori di David Allan Coe).

## Pile M for Murder
- Diretto da: Jim Fortier e Dave Willis (non accreditati)
- Scritto da: Jim Fortier e Dave Willis

### Trama
A Dan Halen gli è cresciuta una coda e un corno e una voce lo spinge a far costruire il "Monte degli Omicidi". Nel frattempo, la famiglia Cuyler ha accidentalmente dato via il fango invece di venderlo e adesso sono a corto di soldi per procurarsi altro fango.
- Guest star: Riley Martin (coscienza di Dan Halen).

## Mud Days and Cornfused
- Diretto da: Jim Fortier e Dave Willis (non accreditati)
- Scritto da: Casper Kelly, Jim Fortier e Dave Willis

### Trama
Dougal County celebra la Giornata del Fango, durante la quale Dan Halen presenta alla comunità un labirinto di mais da superare.
- Guest star: Vernon Chatman (Shuckey la Mascotte del Mais).
- Altri interpreti: Lauren Vaughan, Billy Joe Shaver (Mudsy).

## Krystal, Light
- Diretto da: Jim Fortier e Dave Willis (non accreditati)
- Scritto da: Casper Kelly, Jim Fortier e Dave Willis

### Trama
Krystal vince alla lotteria e ottiene un "bypass esofageo" per perdere peso. Sia Dan Halen che Early ora si ritrovano attratti da lei.
- Altri interpreti: Fred Armisen (voce nel film), Brendon Small (dottore).